# 相似吻紅螢
相似吻紅螢（学名：Lycostomus similis）为紅螢科吻紅螢屬下的一个种。